# 音楽あそび
『音楽あそび』（おんがくあそび）は、NHKにて1957年4月20日から1959年3月4日まで放送された小学校3・4年音楽向け学校放送番組である。

## 放送時間
| 期間                  | 放送時間             |
| --------------------- | -------------------- |
| 1957年4月 - 1957年3月 | 土曜日 11:30 - 11:50 |
| 1957年9月 - 1958年3月 | 金曜日 11:30 - 11:50 |
| 1958年4月 - 1959年3月 | 水曜日 11:35 - 11:55 |

1958年12月以前は、NHKテレビジョンで放送。1959年1月以降は、NHK総合テレビジョンとNHK教育テレビジョンで同時放送。

## 出演者
- 大和淳二

## 放送リスト
1957年度
- 04月20日 春の小川
- 05月04日 こいのぼり
- 05月18日 リズムあそび
- 06月01日 音楽あそび
- 06月15日 ドレミあそび
- 06月29日 汽車
- 07月13日 みなと
- 09月13日 おまつり
- 09月27日 マーチに合せて
- 10月11日 のぎく
- 10月25日 ふしあそび
- 11月08日 ハイキング
- 11月22日 おどりの音楽
- 12月06日 子もりうた
- 01月24日 スケータース・ワルツ
- 02月07日 おはなしの音楽
- 02月21日 ひなまつり
- 03月07日 音楽会

1958年度
- 04月16日 春の小川[1]
- 04月30日 茶つみ[1]
- 05月28日 ハイキング[1]
- 06月11日 山の歌[1]
- 06月25日 みなと[1]
- 07月09日 楽しい夏[1]
- 09月17日 行進曲[1]
- 10月01日 しょじょ寺のたぬきばやし[1]
- 10月15日 村まつり[1]
- 10月29日 秋のやまのぼり[1]
- 11月12日 もみじ[1]
- 11月26日 とんび [1]
- 12月10日 はたらくお山[1]
- 01月21日 スケーターズ・ワルツ[1]
- 02月04日 こもりうた[1]
- 02月18日 音楽げき「くらげになぜ骨がない」[1]
- 03月04日 どこかで春が[1]